# Быстрых, Борис Степанович
Бори́с Степа́нович Быстры́х (1916—1943) — лётчик бомбардировочной авиации, старший лейтенант Рабоче-крестьянской Красной Армии, участник Великой Отечественной войны, Герой Советского Союза (1942).

## Биография
Борис Быстрых родился 28 марта 1916 года на станции Мысовая (ныне — в черте города Бабушкин в Бурятии).
Окончил восемь классов школы, работал на Забайкальской железной дороге. Член ВЛКСМ с 1935 года.
В 1939 году он окончил школу Гражданского воздушного флота в Балашове. С 1939 года работал лётчиком Тюменского авиационного предприятия. В ноябре 1940 года он был призван на службу в Рабоче-Крестьянскую Красную Армию. С 24 июня 1941 года — на фронтах Великой Отечественной войны, летал на бомбардировщике «Пе-2».
Указом Президиума ВС СССР от 11 сентября 1941 года награждён орденом Красного Знамени.
2 марта 1942 года Быстрых получил задание оборвать провода над железной дорогой Сумы — Белополье. На бреющем полёте он разбомбил железнодорожный эшелон, а затем оборвал три пролёта проводов. Возвращаясь, был атакован шестью истребителями противника, пилоты которых требовали посадить самолёт на их аэродроме. Быстрых, пойдя на хитрость, дал согласие на посадку и на бреющем полёте ушёл от погони, приземлившись на своей базе, несмотря на серьёзные повреждения: пробоины в бензобаке, потерю левого элерона, а также несколько сотен пулевых пробоин в плоскостях и фюзеляже.
Приказом ВС Юго-Западного фронта №: 77/н от: 17.06.1942 года пилот 99-го ближнебомбардировочного авиационного полка лейтенант Быстрых был награждён орденом Ленина за 115 боевых вылетов на самолете Пе-2, участие в боях над Новгород-Северским, Конотопом, Харьковом и исключительную храбрость и пилотное мастерство.
13 июля 1942 года в районе населённого пункта Ольшана Быстрых обнаружил вражеский аэродром, на котором размещалось около 130 самолётов различных типов. Невзирая на огонь зенитных орудий и истребителей противника, сумел сфотографировать аэродром. 28 июля 1942 года, проводя разведку на участке Калач — Цимлянск, самолёт Быстрых был атакован тремя немецкими истребителями, в результате чего он был подбит на расстоянии 40 километров за линией фронта. Быстрых удалось довести повреждённый самолёт до линии фронта. Когда бомбардировщик стал разваливаться в воздухе, экипаж выпрыгнул с парашютами. Во время приземления Быстрых с радистом получили сильные ушибы, а штурман погиб.
8 августа 1942 года Быстрых, выполняя разведку к югу от Калача, обнаружил немецкий аэродром, на котором размещалось около 100 самолётов, и немедленно сообщил о нём командованию.
К 1 сентября 1942 года командир звена 99-го бомбардировочного авиаполка 270-й бомбардировочной авиадивизии 8-й воздушной армии Сталинградского фронта старший лейтенант Борис Быстрых совершил 168 боевых вылетов, 35 из которых — разведывательные.
3 июня 1943 года заместитель командира авиаэскадрильи 96-го Гвардейского Сталинградского бомбардировочного авиаполка старший лейтенант Быстрых проводил бомбардировку карательных подразделений, окруживших группу партизан в Брянской области. Самолёт успешно произвёл штурмовку, но после этого был подбит. Быстрых получил смертельное ранение, однако смог посадить бомбардировщик на землю. Штурман из экипажа Быстрых успел вынести в лес раненого радиста. Солдаты из карательных подразделений противника обнаружили самолёт и с воинскими почестями похоронили Быстрых, написав на его могиле: «Русский Герой Николай Фунаев» (в планшете Быстрых были документы на имя Фунаева). Позднее партизаны перезахоронили Быстрых в селе Пролысово Навлинского района Брянской области.
С 27 июля 1943 года исключён из рядов РККА как пропавший без вести.
В 1975 году его прах был перезахоронен в селе Рёвны того же района.

## Награды
- Указом Президиума Верховного Совета СССР «О присвоении звания Героя Советского Союза начальствующему и рядовому составу Красной Армии» от 5 ноября 1942 года за «образцовое выполнение боевых заданий командования на фронте борьбы с немецкими захватчиками и проявленные при этом отвагу и геройство» старший лейтенант Борис Быстрых был удостоен высокого звания Героя Советского Союза с вручением ордена Ленина и медали «Золотая Звезда» за номером 777[1][7][8].
- Кроме того был награждён ещё одним орденом Ленина, орденом Красного Знамени, орденом Красной Звезды, медалями «За отвагу» и «За боевые заслуги»[9].

## Память
- Имя Бориса Быстрых есть на стеле на Аллее Героев в Волгограде.
- Имя Бориса Быстрых носит улица в жилом квартале «Зелёные Аллеи» города Тюмени.
- Боевая биография Быстрых имеет много совпадений с сюжетом снятого в СССР в 1967 году художественного фильма «Хроника пикирующего бомбардировщика». В роли командира экипажа Пе-2 Сергея Архипцева (прототип Б. С. Быстрых) — Геннадий Сайфулин.
В фильме воспроизведены те же вылеты на разведку аэродромов с их фотографированием и вызовом штурмовиков; уход от пытающихся посадить бомбардировщик истребителей противника, хитростью с пикированием и бреющим полётом над верхушками деревьев, с сотнями пробоин в самолёте после этого. И последняя посадка бомбардировщика смертельно раненым лётчиком: именно так Б. С. Быстрых погиб в июне 1943 года. Военным консультантом фильма был Герой Советского Союза генерал-майор А. А. Анпилов, который в январе—августе 1942 года был заместителем командира 99-го бомбардировочного авиационного полка, в котором служил Б. С. Быстрых.